# Buma Awards

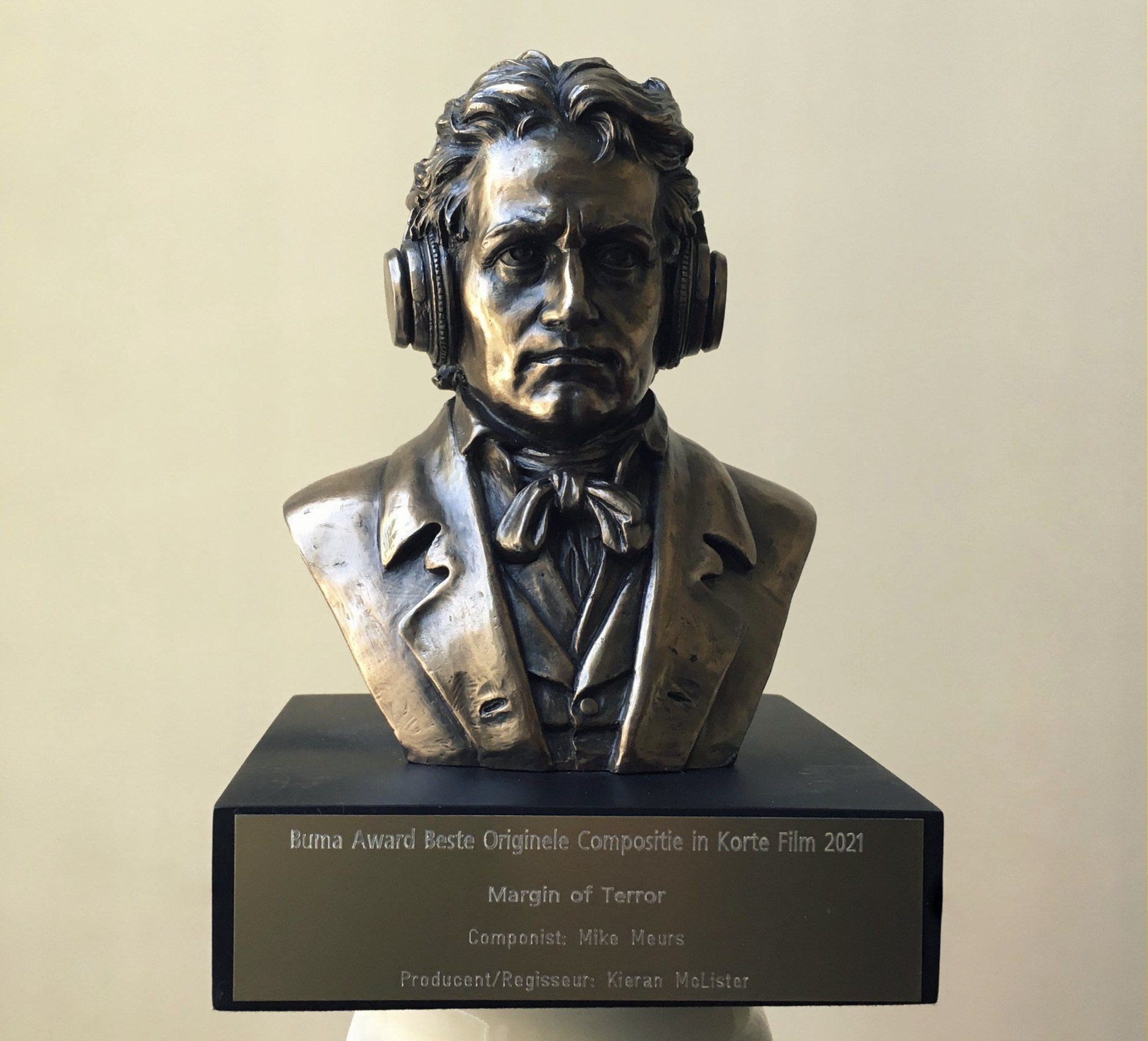
Voorbeeld van een Buma Award-trofee

De Buma Awards zijn jaarlijkse Nederlandse muziekprijzen die Stichting Buma Cultuur uitreikt aan componisten, tekstdichters en muziekuitgevers voor bijzondere prestaties in het voorgaande jaar. De prijzen worden uitgereikt tijdens het Buma Awards Gala. De Buma Awards worden beschouwd als de opvolgers van de jaarlijkse Nederlandse muziekprijzen de Gouden Harp en de (voormalige) Zilveren Harp, die tot 2014 beide door Stichting Buma Cultuur (vóór 2006 bekend als Stichting Conamus) werden toegekend tijdens het Harpen Gala. De Buma Gouden Harp wordt nog altijd uitgereikt bij de Buma Awards. Naast de Gouden Harp worden tijdens de Buma Awards nog twee oeuvreprijzen uitgereikt: de Lennaert Nijgh Prijs en de Lifetime Achievement Award. 
Een Buma Award kan een populariteitsprijs (gebaseerd op een meting/telling) of een juryprijs (verkozen door een jury) zijn. Er zijn vier verschillende categorieën waarvoor Buma Awards worden uitgereikt. Dit zijn de categorieën: Nationaal en Internationaal, Klassieke Muziek, Film en Multimedia. Stichting Buma Cultuur hanteert binnen deze categorieën echter niet elk jaar dezelfde subcategorieën. In het onderstaande overzicht staan de Buma Awards-categorieën met hun winnaars en de werken waarmee zij de prijzen hebben gekregen.

## CategorieNationaal en Internationaal

### Populariteitsprijzen

#### Buma Award Nationaal
Deze prijs wordt toegekend voor de 20 bestverkochte en meestgedraaide liederen uit Nederland. De winnaars 1 t/m 5 ontvangen een trofee en de andere winnaars een oorkonde.
2013
1. Armin van Buuren met Trevor Guthrie voor This Is What It Feels Like
2. Mr. Probz voor Waves
3. Nielson & Miss Montreal voor Hoe
4. Wildstylez met Niels Geusebroek voor Year of summer
5. Niels Geusebroek voor Take Your Time Girl

2014
1. Dotan voor Home
2. Chef'Special voor In Your Arms
3. Mr. Probz voor Waves
4. Racoon voor Shoes Of Lightning
5. The Common Linnets voor Calm after the storm

2015
1. Kygo voor Firestone
2. Lost Frequencies met Janieck Devy voor Reality
3. Kenny B voor Parijs
4. Kensington voor War
5. Mr. Probz voor Nothing really matters

2016
1. Matt Simons voor Catch & Release (Deepend-remix)
2. Afrojack & Fais voor Hey
3. Martin Garrix voor In the Name of Love
4. Sam Feldt en Lucas & Steve met Wulf voor Summer on You
5. Cheat Codes met Kris Kross Amsterdam voor Sex

2017
1. Martin Garrix & Dua Lipa voor Scared to Be Lonely
2. David Guetta met Justin Bieber voor 2U
3. Lucas & Steve voor Up Till Dawn (On the Move)
4. Ronnie Flex met Frenna voor Energie
5. Armin van Buuren met Josh Cumbee voor Sunny Days

2018
1. David Guetta & Sia voor Flames
2. Fais voor Know You Better
3. Lost Frequencies & Zonderling voor Crazy
4. Wulf voor All Things Under the Sun
5. Armin van Buuren met James Newman voor Therapy

2019
1. Duncan Laurence voor Arcade
2. Nielson voor IJskoud
3. Suzan & Freek voor Als het avond is
4. Marco Borsato, Armin van Buuren & Davina Michelle voor Hoe het danst
5. Davina Michelle voor Duurt te lang

#### Buma Award Internationaal
Deze prijs wordt toegekend voor de bestverkochte en meestgedraaide liederen uit Nederland met internationaal succes.
2013
1. Martin Garrix voor Animals
2. Will.i.am met Eva Simons voor This Is Love
3. David Guetta met Ne-Yo & Akon voor Play Hard
4. Avicii vs. Nicky Romero voor I Could Be the One
5. Armin van Buuren met Trevor Guthrie voor This Is What It Feels Like

2014
1. Mr. Probz voor Waves
2. Tiësto voor Red Lights
3. David Guetta & Showtek met Vassy voor Bad
4. Tiësto met Matthew Koma voor Wasted en The Common Linnets voor Calm after the storm (gedeelde prijs)

2015
1. David Guetta & Afrojack voor Hey Mama
2. Kygo voor Firestone
3. Lost Frequencies met Janieck Devy voor Reality
4. Avicii voor Waiting for Love
5. David Guetta voor What I Did for Love

2016
1. David Guetta met Zara Larsson voor This One's for You
2. Martin Garrix voor In the Name of Love
3. David Guetta met Sia & Fetty Wap voor Bang My Head
4. Matt Simons voor Catch & Release (Deepend-remix)
5. Lost Frequencies voor What Is Love

2017
1. David Guetta & Justin Bieber voor 2U
2. Martin Garrix & Dua Lipa voor Scared to Be Lonely
3. David Guetta & Afrojack met Charli XCX & French Montana voor Dirty Sexy Money
4. David Guetta met Nicki Minaj & Lil Wayne voor Light My Body Up
5. Martin Garrix & David Guetta met Jamie Scott & Romy Dya voor So Far Away

2018
1. Nicky Jam & J Balvin voor X (Equis)
2. Tiësto & Dzeko met Preme & Post Malone voor Jackie Chan
3. Selena Gomez voor Back to You
4. David Guetta, Martin Garrix & Brooks voor Like I Do
5. 6ix9ine voor Kika

2019
1. Martin Garrix met Macklemore & Patrick Stump voor Summer Days
2. Chris Brown voor Undecided
3. Sam Feldt met Rani voor Post Malone
4. Duncan Laurence voor Arcade
5. David Guetta met Bebe Rexha & J Balvin voor Say My Name en Tiësto, Jonas Blue & Rita Ora voor Ritual (gedeelde prijs)

### Juryprijzen

#### Buma Gouden Harp
Dit is een oeuvreprijs die wordt uitgereikt aan een persoon die veel heeft betekend voor de muziek uit Nederland.

#### Buma Zilveren Harp
De Zilveren Harp was een aanmoedigingsprijs voor een jong persoon die op een bijzondere wijze heeft bijgedragen aan de promotie van de muziek uit Nederland.

#### Lennaert Nijgh Prijs
Dit is een oeuvreprijs die wordt toegekend aan een Nederlandse tekstdichter. Deze prijs is vernoemd naar Lennaert Nijgh.
2013: Han Kooreneef
2014: Frank Boeijen
2015: Herman van Veen
2016: Peter Slager
2017: Huub van der Lubbe
2018: Guus Meeuwis
2019: Pepijn Lanen
2020: Belinda Meuldijk
2021: Henny Vrienten (postuum)
2023: Spinvis
2024: Thomas Acda
2025: Boudewijn de Groot

#### Lifetime Achievement Award
Dit is een oeuvreprijs voor een Nederlandse auteur van muziekwerken die in de afgelopen jaren aanzienlijke opbrengsten voor Buma-inkomsten hebben gegenereerd.
2013: Robbie van Leeuwen
2014: Pierre Kartner
2015: Boudewijn de Groot
2016: Hans van Hemert
2017: Fluitsma & Van Tijn
2018: John Ewbank
2019: Peter Koelewijn
2020: Thijs van Leer
2021: Ilse DeLange
2023: Herman van Veen

#### Helden Oeuvreprijs
2014: Olivier Heldens
2018: Koos Alberts (postuum)

## CategorieKlassieke Muziek

### Populariteitsprijzen

#### Buma Classical Award
Deze prijs wordt toegekend aan een Nederlandse componist in de klassieke muziek die in het afgelopen jaar de meeste Buma-inkomsten genereerde uit het binnen- en buitenland.
2015: Jacob ter Veldhuis
2016: Johan de Meij
2017: Jacob de Haan
2018: Vanessa Lann
2019: Aart Strootman
2020: Toek Numan
2021: Martin Fondse
2023: Mathilde Wantenaar

## CategorieFilm

### Juryprijzen

#### Buma Award Filmmuziek
2013: Armin van Buuren, Martijn Schimmer, Matthijs Kieboom & Benno de Goeij voor de filmmuziek van Verliefd op Ibiza
2014:
1. Jeroen Rietbergen voor de filmmuziek van Gooische Vrouwen 2
2. Ronald Schilperoort voor de filmmuziek van Toscaanse Bruiloft
3. Melcher Meirmans & Chrisnanne Wiegel voor de filmmuziek van Soof
2015: Jeroen Rietbergen voor de filmmuziek van Gooische Vrouwen 2
2016: Renger Koning voor de filmmuziek van Bezness As Usual
2017: Herman Witkam voor de filmmuziek van Dikkertje Dap
2018: Guido Maat voor de filmmuziek van Bon Bini Holland 2
2019: Bart Westerlaken voor de filmmuziek van Penoza: The Final Chapter

#### Buma Award Beste Originele Compositie in Film
2020: Christiaan Verbeek voor de filmmuziek van Buladó

#### Buma Award Beste Originele Compositie in Korte Film
2020: Mike Meurs voor de filmmuziek van Margin of Terror

#### Buma Award Beste Originele Compositie in Documentaire
2020: Bram Meindersma voor de filmmuziek van Allen Tegen Allen

## CategorieMultimedia

### Juryprijzen

#### Buma Award Radiovormgeving
2015: Diederick Huizinga
2016: Ward Henselmans, Jeroen Kuitenbrouwer & Daan Jansen voor de restyling van NPO Radio 1
2017: Bas Veeren & Paul Keuzenkamp voor Roodshow
2018: –
2019: –
2020: –

#### Buma Award Televisievormgeving
2015: Martijn Schimmer
2016: Ward Henselmans, Jeroen Kuitenbrouwer & Daan Jansen voor 24Kitchen
2017: Krabbé zoekt Picasso voor de leader
2018: MassiveMusic voor de UEFA Europa League
2019: Ward Henselmans, Jeroen Kuitenbrouwer & Daan Jansen voor Close Up - 25 jaar
2020: Evangelische Omroep voor het soundlogo

#### Buma Award Reclamemuziek
2016: Paul Deetman & André Ettema voor de trailer van Daredevil 2
2017: Justin Welgraven voor Oergebied de Maashorst
2018: Darre van Dijk voor de Nederlandse Loterij, Toto Koning Toto
2019: Sizzer & DeWolff voor Skoda, Live Like You
2020: Okke Punt, Lars Bos & Daan Ligtvoet voor Interpolis, Smoorverliefd

#### Buma Oeuvre Award Multimedia
2018: Martijn Schimmer
2019: Stephen Emmer
2021: Ruud Bos
2022: Fons Merkies